# Una femmina
Una femmina (englischer Festivaltitel Una Femmina – The Code of Silence) ist ein italienischer Spielfilm unter der Regie von Francesco Costabile aus dem Jahr 2022. Der Film feierte am 13. Februar 2022 auf der Berlinale seine Weltpremiere in der Sektion Panorama.

## Handlung
Rosa lebt mit Großmutter und Onkel mütterlicherseits in einem abgelegenen kalabrischen Dorf. Als sie ein Kind war, starb ihre Mutter Cetta unter mysteriösen Umständen, über die in der Familie eisernes Schweigen herrscht. Immer noch liegt dadurch ein Schatten auf Rosa. Der Angriff ihres Cousins Natale auf eine junge Prostituierte lässt Rosas Kindheitstrauma wieder in den Vordergrund rücken. Ein Treffen mit dem jungen Friedhofswächter Gianni ist der Anlass für Rosas Entschluss, sich auf die Suche nach der Wahrheit zu machen. Als diese ans Licht kommt, muss Rosa erkennen, dass ihre Familie zur 'Ndrangheta gehört. Die junge Frau steht nun demselben Dilemma gegenüber wie damals ihre Mutter. Sie beschließt, sich gegen ihr scheinbar schon vorherbestimmtes Schicksal zu entscheiden, ihre Familie zu hintergehen und so Rache für ihre Mutter zu üben. Mit diesem emanzipatorischen Schritt geht sie ein hohes Risiko ein. Denn in den Kreisen der Mafia werden Machtkämpfe mit brutaler Gewalt geführt.

## Produktion

### Grundlage
Der Film beruht auf Lirio Abbates Recherchebuch Fimmine Ribelli über weibliche Opfer in der 'Ndrangheta. Abbate schrieb die Storyline zusammen mit einem der Produzenten, Edoardo de Angelis, und konzentrierte sich dabei auf Rosas Geschichte.
Der Film ist von realen Ereignissen inspiriert, insbesondere der Geschichte von Maria Concetta Cacciola und Giusy Pesce, die zu den ersten Frauen gehörten, die gegen die 'Ndragnheta rebellierten. Die Justizangestellte Maria Concetta Cacciola wurde 2011 von ihren Verwandten getötet, indem diese sie zwangen, Salzsäure zu trinken.

### Filmstab
Regie führte Francesco Costabile, der aus Kalabrien stammt. Bei den Filmvorbereitungen war er mit seiner Vergangenheit konfrontiert und sieht Una femmina trotz des gewaltträchtigen Themas als Liebeserklärung an Kalabrien. Die Unterdrückung und Machtlosigkeit der Frauen aus dem Umfeld der Mafia sollten im Film einen Platz finden und das Publikum auf eine innere Reise ins Unbewusste führen.
Das Drehbuch stammt von Lirio Abbate, Serena Brugnolo, Adriano Chiarelli und Francesco Costabile. Die Kameraführung lag in den Händen von Giuseppe Maio, die Musik komponierte Valerio Camporini Faggioni und Editor war Stefano Mariotti.
In der Hauptrolle ist die Laiendarstellerin Lina Siciliano (Rosa) in ihrer Debütrolle zu sehen.

### Produktion und Förderungen
Produziert wurde der Film von Edoardo De Angelis, Attilio De Razza, Nicola Picone und Pierpaolo Verga.

### Dreharbeiten und Veröffentlichung
Die Dreharbeiten fanden zwischen Mai und Juni 2021 für insgesamt fünf Wochen in Verbicaro, einer Gemeinde in der Provinz Cosenza, statt.
Der Vertrieb liegt in den Händen von Medusa Film, auf dem europäischen Markt für virtuelle Produkte bei Intramovies. Der Film feierte am 13. Februar 2022 auf der Berlinale seine Weltpremiere in der Sektion Panorama.

## Auszeichnungen und Nominierungen
- 2022: Internationale Filmfestspiele Berlin: Nominierung für den GWFF Preis Bester Erstlingsfilm[6] und den Panorama Publikumspreis